# Lee (New Hampshire)
Pour les articles homonymes, voir Lee.
Lee est une municipalité américaine située dans le comté de Strafford, dans l'État du New Hampshire. Selon le recensement de 2010, elle compte 4 330 habitants.

## Géographie
La municipalité s'étend sur 20,16 milles carrés (52,21 km2), dont 0,21 milles carrés (0,54 km2) d'étendues d'eau et 19,95 milles carrés (51,67 km2) de terres.

## Histoire
La localité devient une municipalité du New Hampshire en 1766, lorsqu'elle se sépare de Durham. Elle est nommée en l'honneur du général Charles Lee, proche du gouverneur Benning Wentworth.